# Andrea D'Arrigo
Andrea Mitchell D'Arrigo (Roma, 28 de abril de 1995) es un deportista italiano que compitió en natación, especialista en el estilo libre.
Ganó una medalla de plata en el Campeonato Mundial de Natación en Piscina Corta de 2014, dos medallas en el Campeonato Europeo de Natación, plata en 2014 y bronce en 2016, y dos medallas en el Campeonato Europeo de Natación en Piscina Corta, plata en 2013 y bronce en 2012.

## Palmarés internacional
| Campeonato Mundial en Piscina Corta | Campeonato Mundial en Piscina Corta | Campeonato Mundial en Piscina Corta | Campeonato Mundial en Piscina Corta |
| Año                                 | Lugar                               | Medalla                             | Prueba                              |
| ----------------------------------- | ----------------------------------- | ----------------------------------- | ----------------------------------- |
| 2014                                | Doha (Catar)                        | Medalla de plata                    | 4 × 200 m libre                     |
| Campeonato Europeo                  |                                     |                                     |                                     |
| Año                                 | Lugar                               | Medalla                             | Prueba                              |
| 2014                                | Berlín (Alemania)                   | Medalla de plata                    | 400 m libre                         |
| 2016                                | Londres (Reino Unido)               | Medalla de bronce                   | 4 × 200 m libre                     |
| Campeonato Europeo en Piscina Corta |                                     |                                     |                                     |
| Año                                 | Lugar                               | Medalla                             | Prueba                              |
| 2012                                | Chartres (Francia)                  | Medalla de bronce                   | 400 m libre                         |
| 2013                                | Herning (Dinamarca)                 | Medalla de plata                    | 400 m libre                         |